# ميغيل غارسيا غرانادوس
ميغيل غارسيا غرانادوس ذ زافالا (بالإسبانية: Miguel García Granados)‏ (29 سبتمبر 1809 - 8 سبتمبر 1878). كان رئيس غواتيمالا من 29 يونيو 1871 - 4 يونيو 1873. وكان شخصية مؤثرة في الاجتياح الواسع من تاريخ غواتيمالا القرن التاسع عشر الميلادي .

## روابط خارجية
- ميغيل غارسيا غرانادوس على موقع الموسوعة البريطانية (الإنجليزية)

- In Spanish: Perfil biográfico
- In Spanish: La Reforma Liberal de 1871